# Епархия Рутаны
Епархия Рутаны (лат. Dioecesis Rutana) — епархия Римско-Католической церкви с центром в городе Рутана, Бурунди. Епархия Рутаны входит в митрополию Гитеги. Епархия Руйиги распространяет свою юрисдикцию на провинцию Рутана. Кафедральным собором епархии Рутаны является церковь святого Иосифа.

## История
17 января 2009 года Римский папа Бенедикт XVI издал буллу «Ad aptius provehendam», которой учредил епархию Рутаны, выделив её из епархий Бурури и Руйиги.

## Ординарии епархии
- епископ Бонавентюр Нахимана (17.01.2009 — по настоящее время).

## Источник
- Annuario Pontificio, Libreria Editrice Vaticana, Città del Vaticano, 2003, ISBN 88-209-7422-3
- Булла Ad aptius provehendam, AAS 101 (2009), стр. 81  (лат.)